# Franc Roddam

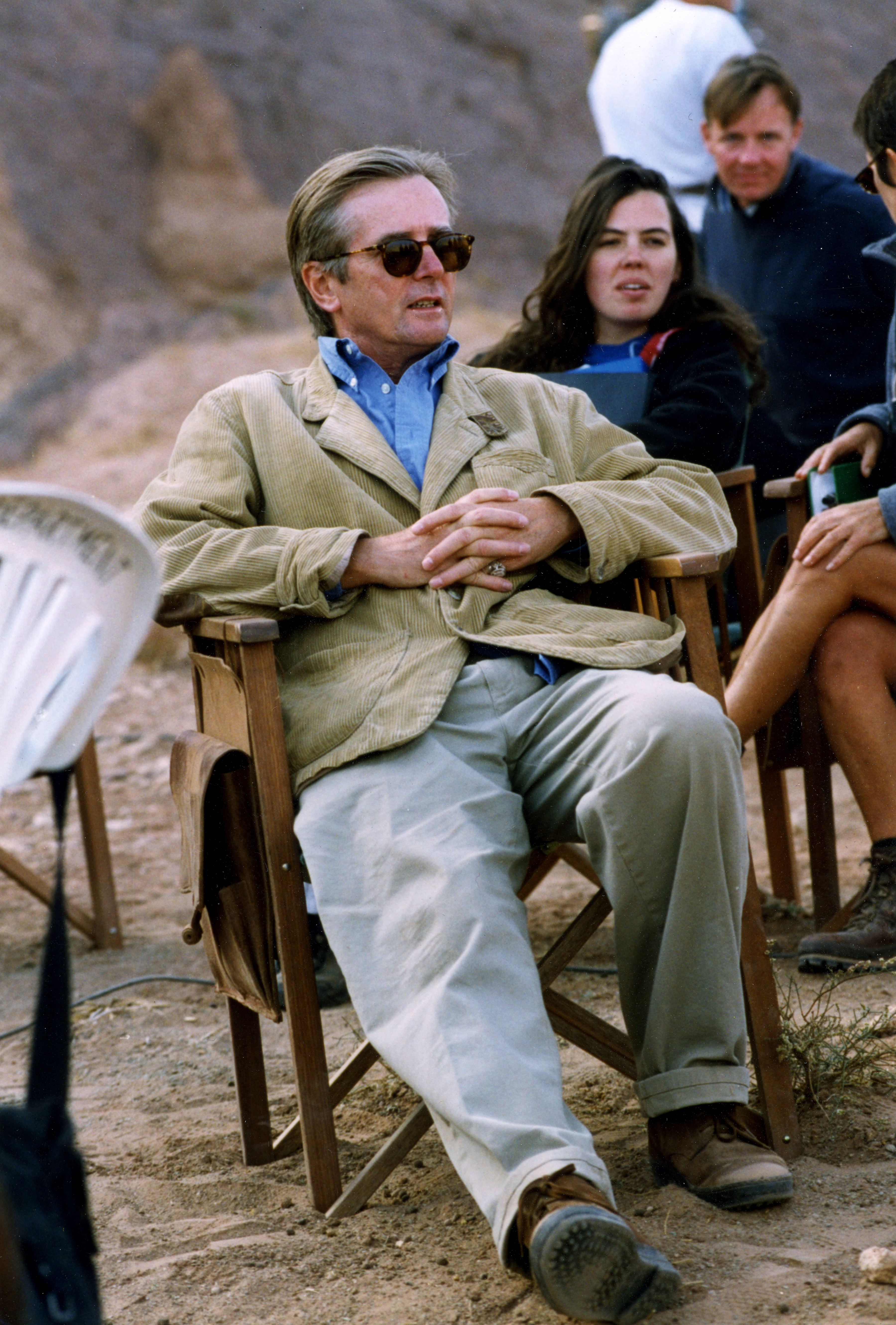
Franc Roddam auf dem Set von Cleopatra (1999)

Franc Roddam (* 29. April 1946 als Francis George Roddam in Norton (heute ein Stadtteil von Stockton-on-Tees), England) ist ein britischer Filmregisseur, Drehbuchautor und Produzent.

## Karriere
Franc Roddam erfand die in Großbritannien äußerst erfolgreichen Fernsehserien „Auf Wiedersehen, Pet“ und „MasterChef“, eine vielfach kopierte Koch-Game-Show der BBC. Er war Werbetexter, bevor er an die London Film School ging. Sein erster Kurzfilm, Birthday (1969) wurde für den BAFTA Award nominiert.

## Filmografie (Auswahl)
- 1979: Quadrophenia (nach dem gleichnamigen Konzeptalbum von The Who)
- 1983: Verflucht sei, was stark macht (The Lords of Discipline)
- 1985: Die Braut (The Bride)
- 1987: Aria (Drehbuch, Episode: Liebestod)
- 1988: War Party
- 1991: K2 – Das letzte Abenteuer (K2)

TV-Produktionen
- 1990–2001: MasterChef
- 2005–: MasterChef Goes Large
- 1998: Moby Dick (Mehrteiler, nach dem Roman Moby Dick)
- 1999: Cleopatra
- 2002–2004: Auf Wiedersehen, Pet (Comedyserie über sieben Bauarbeiter, die auf einer Baustelle in Deutschland wohnen und arbeiten)

## Auszeichnungen
Roddam erhielt bisher drei wichtige Nominierungen:
- 1970: Britischer Filmpreis, für „Birthday“
- 1987: Goldene Palme des Cannes Film Festival, für „Aria“
- 1998: Emmy, für „Moby Dick“